# 徐则臣
徐则臣（1978年—），江蘇東海人，中国當代作家，上海作家协会成员，現任《人民文学》雜誌编辑。北京大學中文系碩士毕业。

## 简历
徐则臣1978年出生于江苏省连云港市东海县。1996年至1998年就读于淮阴师范学院中文系，2000年本科毕业于南京师范大学文学院  ，研究生毕业于北京大学中文系，文学硕士。徐则臣被认为是中国“70后作家的光荣”（《大家》），其作品被认为“标示出了一个人在青年时代可能达到的灵魂眼界”。曾活跃于左岸文化网站，颇受好评。现任《人民文学》杂志副主编。

## 著作

### 長篇小說
- 《午夜之门》2007山东文艺出版社
- 《夜火车》2009人民教育出版社
- 《天上人間》2009新星出版社
- 《水边书》2010上海文艺出版社
- 《耶路撒冷》2014北京十月文艺出版
- 《王城如海》2017人民文学出版社
- 《北上》2018北京十月文艺出版

### 中短篇小說集
- 《鸭子是怎样飞上天的》2006作家出版社
- 《跑步穿过中关村》2008重庆出版社
- 《人間煙火》2009 春风文艺出版社
- 《居延》2010金城出版社
- 《古斯特城堡》2012新星出版社
- 《石碼頭》2014海豚出版社
- 《如果大雪封门》2016北京十月文艺出版社
- 《日月山》2018四川文艺出版社。收入21年来创作的《失声》《河盗》《日月山》《西夏》《居延》等中短篇小说14篇。
- 《莫尔道嘎》2018四川文艺出版社。收入《梅雨》《夜歌》《长途》等作品10篇，
- 《最后一个猎人》2018四川文艺出版社。收入2004到2017年间创作的《花街》《夜归》《浮世绘》等作品11篇，
- 《花街九故事》2018北京联合出版公司。撕扯在乡村和城市，搁浅于往昔与未来的9个故事。
- 《跑多远才能回家》2018四川文艺出版社
- 《一号投递线》2018四川文艺出版社
- 《这些年，我》2018四川文艺出版社
- 《北京西郊故事集》2019北京十月文艺出版社。收入了《屋顶上》《轮子是圆的》《六耳猕猴》《成人礼》《看不见的城市》《狗叫了一天》《摩洛哥王子》《如果大雪封门》《兄弟》等九篇短篇小说。
- 《青城》2021北京十月文艺出版社。收入了两篇中篇小说《西夏》《居延》及同名短篇小说《青城》。

### 散文隨筆
- 《到世界去》2011长江文艺出版社
- 《把大师挂在嘴上》2011上海文艺出版社
- 《我看見的臉》2012浙江文艺出版社
- 《通往乌托邦的旅程》2013昆仑出版社
- 《别用假嗓子说话》2015河南文艺出版社
- 《六耳猕猴》2016上海文艺出版社
- 《孤绝的火焰》2018浙江文艺出版社。
- 《从一个蛋开始》散文随笔自选集。2019浙江文艺出版社。

## 荣誉
- 春天文学奖
- 华语文学传媒大奖2007年度最具潜力新人
- 2009年第十二屆庄重文文学奖[1]
- 2014年第六屆魯迅文學獎短篇小說獎（《如果大雪封門》）
- 2014年第五屆老舍文學獎優秀長篇小說獎（《耶路撒冷》）
- 2014年亞洲週刊中文十大好書小說類（《耶路撒冷》）
- 华语文学传媒大奖2014年度小說家
- 2016年第六屆紅樓夢獎決審團獎（《耶路撒冷》）
- 2017年亞洲週刊中文十大好書小說類（《王城如海》）
- 2019年第十届茅盾文学奖（《北上》）